# Vigselrätt
Vigselrätt innebär rätten att hålla i juridiskt giltiga vigslar. För att en vigsel ska vara juridiskt giltig krävs att den förrättas av en behörig vigselförrättare.

## Borgerlig vigsel
Borgerliga vigselförrättare utses av länsstyrelsen.

## Vigsel inom ett trossamfund
För att ett trossamfund ska kunna få tillstånd att förrätta vigsel av Kammarkollegiet ska trossamfundet ha en varaktig verksamhet och en organisation som klarar av att tillämpa den svenska lagstiftningens bestämmelser om vigsel.
Idag finns det ungefär 40 trossamfund som har vigselrätt. Svenska kyrkan i utlandet har också ett antal utlandskyrkor med rätt att utfärda äktenskap i enlighet med svensk lag.
Om trossamfundet får vigselrätt innebär det att samfundet kan ansöka om att en präst eller någon annan befattningshavare inom trossamfundet förordnas till vigselförrättare. För att en vigsel inom ett trossamfund ska vara juridiskt giltig och kunna registreras av Skatteverket måste vigselförrättaren vara förordnad av Kammarkollegiet.